# Premio Jaime Gil de Biedma
El Premio de poesía Jaime Gil de Biedma es un premio en lengua castellana organizado por la Diputación Provincial de Segovia. Convocado anualmente desde 1991, es un homenaje a la obra del poeta Jaime Gil de Biedma, cuyos orígenes y biografía están estrechamente vinculados con el municipio segoviano de Nava de la Asunción. Desde 2018 está dotado con 13.000 euros (10.000 para el ganador y un accésit de 3.000 euros), y además las obras premiadas son publicadas por la editorial Visor.
Existe otro premio con parecida denominación: el Premio Poético Internacional Jaime Gil de Biedma y Alba, convocado desde 2003 por el Ayuntamiento de Nava de la Asunción.
A pesar de estar abierto a cualquier persona que escriba en español, en sus 29 ediciones solo ha alcanzado el premio un dominicano, un cubano y una nicaragüense, las restantes ediciones han sido premiados exclusivamente españoles.

## Premiados
- 1991: Ex aequo: Luis Javier Moreno Madroño: El final de la contemplación; y José Pérez Olivares: Examen del guerrero.
- 1992: Juan Carlos Mestre: La poesía ha caído en desgracia.[4]
- 1993: Ex aequo: Antonio Hernández Ramírez: Sagrada forma; y Santiago Sylvester: Café Bretaña.[5]
- 1994: Concha García:- Ayer y calles.
- 1995: Esperanza Ortega Martínez: Hilo solo.[6]
- 1996: Diego Jesús Jiménez: Itinerario para náufragos.[7]
- 1997: José Luis Puerto: Señales.[8]
- 1998: Fernando Quiñones: Las crónicas de Rosemont.[9]
- 1999: José Mª Muñoz Quirós: Materia reservada.[10]
- 2000: José Viñals Correas: Transmutaciones.[11]
- 2001: Miguel Florián Rábanos González: El exilio.
- 2002: Clara Janés Nadal: Los secretos del bosque.[12]
- 2003: Adolfo Alonso Ares: Estucos del pasado.[13]
- 2004: Jorge Urrutia: El mar o la impostura.[14]
- 2005: Manuel Vilas: Resurrección.
- 2006: José Luis Rey Cano: La familia nórdica[15]
- 2007: Juan Manuel González y Gómez de León: Tras la luz poniente.[16]
- 2008: Victoriano Crémer: El último jinete.[17]
- 2009: Ricardo Bellveser Icardo: Las cenizas del nido.[18]
- 2010: Carlos Aganzo: Las voces encendidas.[19]
- 2011: Miguel Albero Suárez: Sobre todo nada.[20]
- 2012: Javier Lorenzo Candel: Territorio frontera.[21]
- 2013: Joaquín Pérez Azaústre: Vida y leyenda del jinete eléctrico.[22]
- 2014: Fermín Herrero Redondo: La gratitud.[23]
- 2015: José Miguel Santiago Castelo: La sentencia.[24]
- 2016: Ex aequo: Francisco Onieva: Vértices; y Jacobo Llano Sánchez: El silencio de los peces.[25]
- 2017: Antonio Praena: Historia de un alma.[26]
- 2018: Jaime Siles: Galería de rara antigüedad.[27]
- 2019: Juan Antonio González Iglesias: Jardín Gulbenkian.[28]
- 2020: Gioconda Belli: El pez rojo que nada en el pecho. [29]